# Однонуклеотидний поліморфізм

 Однонуклеотидний поліморфізм (англ. Single nucleotide polymorphism, SNP) — гетерогенність первинної структури ДНК, що виявляється в однонуклеотидних (точкових) відмінностях алелей і трапляється відносно часто у популяції (за порогове значення частоти зазвичай приймають 1%). Наприклад, дві послідовності ДНК різних людей — AAGCCTA і AAGCTTA  — відрізняються на один нуклеотид. У такому разі говорять про існування двох алелей: C і T.
SNP використовуються як молекулярно-генетичні маркери (разом з ПДРФ (RFLP) і ПДАФ (AFLP)).
Вивчення SNP широко використовується в молекулярній систематиці — побудові біологічної систематики на основі дивергенції гомологічних ділянок ДНК у філогенезі. У даній області найчастіше використовуються спейсери генів рибосомної РНК. З огляду на те, що мутації в даних спейсерах не позначаються на структурі кінцевих продуктів гену (теоретично вони не впливають на життєздатність), в першому наближенні зазвичай постулюється пряма залежність між ступенем поліморфізму і відстанню філогенезу між організмами.

## Напрямки застосування
Різноманітністю послідовностей ДНК у людей, можливо, пояснюється характер проходження різних захворювань, реакції у відповідь на патогени, прийом ліків, вакцин і т. ін. Величезне значення SNPs в біомедичних дослідженнях полягає в тому, що їх використовують для порівняння ділянок геному між досліджуваними групами (наприклад, одна група — люди з певним захворюванням, а друга — без нього).
Валері Ху у своєму дослідженні класифікувала аутичних дітей за підгрупами на основі їхніх діагностичних оцінювальних інтерв'ю, і в результаті виявила однонуклеотидні поліморфізми, які, за її словами, можуть дозволити діагностувати аутизм з точністю понад 98 %.